# Ross McCall
Ross McCall (Port Glasgow, 13 januari 1976) is een Schotse acteur die vooral bekend is vanwege zijn rol als Korporaal Joseph Liebgott in de miniserie Band of Brothers van het Amerikaanse televisienetwerk HBO. Tevens speelde hij Freddie Mercury in de promotievideo voor het nummer The Miracle van de Britse rockband Queen. Ross speelde daarnaast Dave, een van de hooligans uit de film Green Street Hooligans. Ook verscheen hij in de kindertelevisieserie The Borrowers van de BBC als Arriety's neef.
McCall had vanaf januari 2006 een relatie met de Amerikaanse actrice en zangeres Jennifer Love Hewitt, die hij ontmoette tijdens de opnames van een aflevering van de dramaserie Ghost Whisperer. Sinds november 2007 waren ze verloofd. In januari 2009 werd echter bekend dat de verloving met de actrice was verbroken. Een reden hiervoor werd niet gegeven.

## Belangrijkste rollen
- 1992: Waterland
- 2001: Band of Brothers
- 2003: LD 50 Lethal Dose
- 2004: Nature Unleashed: Fire
- 2005: Hooligans
- 2005: The Snake King
- 2007: Trade Routes
- 2007: The Man
- 2009: Green Street Hooligans 2: Stand Your Ground
- 2009-2014: White Collar (serie)